# Epidendrum caldense
Epidendrum caldense, é uma espécie de  planta do grupo Epidendrum.

## Taxonomia
Os seguintes sinônimos já foram catalogados:
- Epidendrum hatschbachii  Schltr.
- Epidendrum paulense  Cogn.

## Forma de vida
É uma espécie epífita e herbácea.

## Conservação
A espécie faz parte da Lista Vermelha das espécies ameaçadas do estado do Espírito Santo, no sudeste do Brasil.

## Distribuição
A espécie é endêmica do Brasil e encontrada nos estados brasileiros de Espírito Santo, Minas Gerais, Paraná, Rio de Janeiro, Rio Grande do Sul, Santa Catarina e São Paulo. A espécie é encontrada no domínio fitogeográfico de Mata Atlântica, em regiões com vegetação de mata ciliar e floresta ombrófila pluvial.